# Gender Wars
Gender Wars est un jeu vidéo de tactique en temps réel développé par The 8th Day et édité par GT Interactive Software, sorti en 1996 sur DOS.

## Histoire
Dans le futur, l'humanité est divisé entre les hommes (dirigés par un Patriarche) et les femmes (dirigées par une Matriarche). Les deux camps se livrent une guerre sans merci.

## Accueil
- PC Team : 90 %[1]